# East Putford
East Putford – wieś i civil parish w Anglii, w Devon, w dystrykcie Torridge. W 2001 civil parish liczyła 103 mieszkańców. East Putford jest wspomniana w Domesday Book (1086) jako Potiforde/Potiforda.